# Japansk vipstjert
Japansk vipstjert (latin: Motacilla grandis) er en spurvefugl, der lever i Japan.